# Championnat d'Europe de course aux points féminin
Le Championnat d'Europe de course aux points féminin est le championnat d'Europe de course aux points  organisé par l'Union européenne de cyclisme dans le cadre des championnats d'Europe de cyclisme sur piste élites.

## Palmarès
| Année | Or                        | Argent              | Bronze               |
| ----- | ------------------------- | ------------------- | -------------------- |
| 2011  | Evgenia Romanyuta         | Katarzyna Pawłowska | Jarmila Machačová    |
| 2012  | Stephanie Pohl            | Evgenia Romanyuta   | Elke Gebhardt        |
| 2013  | Kirsten Wild              | Danielle King       | Leire Olaberría      |
| 2014  | Eugenia Bujak             | Kelly Druyts        | Elena Cecchini       |
| 2015  | Katarzyna Pawłowska       | Élise Delzenne      | Stephanie Pohl       |
| 2016  | Kirsten Wild              | Jolien D'Hoore      | Katarzyna Pawłowska  |
| 2017  | Trine Schmidt             | Gulnaz Badykova     | Tatsiana Sharakova   |
| 2018  | Maria Giulia Confalonieri | Ina Savenka         | Gulnaz Badykova      |
| 2019  | Maria Giulia Confalonieri | Tatsiana Sharakova  | Ganna Solovei        |
| 2020  | Katie Archibald           | Silvia Zanardi      | Karolina Karasiewicz |
| 2021  | Gulnaz Khatuntseva        | Shari Bossuyt       | Lonneke Uneken       |
| 2022  | Lotte Kopecky             | Silvia Zanardi      | Victoire Berteau     |
| 2023  | Anita Stenberg            | Shari Bossuyt       | Marie Le Net         |
| 2024  | Lotte Kopecky             | Anita Stenberg      | Jarmila Machačová    |
| 2025  | Anita Stenberg            | Marion Borras       | Maike van der Duin   |

## Tableau des médailles
| Rang  | Nation          | Or | Argent | Bronze | Total |
| ----- | --------------- | -- | ------ | ------ | ----- |
| 1     | Belgique        | 2  | 4      | 0      | 6     |
| 2     | Italie          | 2  | 2      | 1      | 5     |
| 2     | Russie          | 2  | 2      | 1      | 4     |
| 4     | Pologne         | 2  | 1      | 2      | 5     |
| 5     | Norvège         | 2  | 1      | 0      | 3     |
| 6     | Pays-Bas        | 2  | 0      | 2      | 4     |
| 7     | Grande-Bretagne | 1  | 1      | 0      | 2     |
| 8     | Allemagne       | 1  | 0      | 2      | 3     |
| 9     | Danemark        | 1  | 0      | 0      | 1     |
| 10    | France          | 0  | 2      | 2      | 4     |
| 11    | Biélorussie     | 0  | 2      | 1      | 3     |
| 12    | Tchéquie        | 0  | 0      | 2      | 2     |
| 13    | Espagne         | 0  | 0      | 1      | 1     |
| 13    | Ukraine         | 0  | 0      | 1      | 1     |
| Total | Total           | 15 | 15     | 15     | 45    |